# Église Saint-Michel d'Odžaci
Pour les articles homonymes, voir Église Saint-Michel.
L'église Saint-Michel d'Odžaci (en serbe cyrillique : Римокатоличка црква арханђела Михаила у Оџацима ; en serbe latin : Rimokatolička crkva arhanđela Mihaila u Odžacima) est une église catholique située à Odžaci, dans la province de Voïvodine et dans le district de Bačka occidentale, en Serbie. Elle est inscrite sur la liste des monuments culturels de grande importance de la république de Serbie (identifiant no SK 1205).

## Présentation
L'église actuelle se présente comme un édifice monumental doté d'un transept peu profond. Elle a été construite en 1818-1821 à l'emplacement d'un bâtiment plus ancien érigé en 1768. Le maître d'œuvre de l'ensemble est un certain Johan Šmaus d'Apatin.
La décoration de la façade occidentale a fait l'objet d'une attention particulière ; cette façade possède trois tours, dont la plus haute, située au centre, s'élève à 53 m.
La décoration intérieure, architecture et sculptures, est également particulièrement soignée. Le maître-autel abrite une représentation de saint Michel due à  Jozef Peški et remontant à 1834. Les peintures des autres autels remontent au XIXe siècle, parmi lesquelles figure une Sainte Trinité copiée de Rubens. Les fenêtres sont ornées de vitraux.